# Дюплекс (фильм)
«Дю́плекс» (англ. Duplex) — американская чёрная комедия 2003 года режиссёра Дэнни Де Вито по сценарию Ларри Дойла.

## Сюжет
Молодая пара, писатель Алекс и его жена Нэнси, наконец-то, нашли квартиру своей мечты — дуплекс в Бруклине. В то же время большим сюрпризом для них стала старушка миссис Коннелли, якобы «божий одуванчик», обладающая правом пожизненного проживания на втором этаже их двухэтажной квартиры. После того как она начинает разрушать их жизнь, Алекс и Нэнси всячески пытаются устранить проблему, но, не справляясь своими силами, нанимают киллера, который должен убить вредную старуху. Впрочем, во время нападения миссис Коннелли упорно защищается, вонзая киллеру в плечо гарпун покойного мужа. Не в силах больше это выносить Алекс и Нэнси съезжают. Тем не менее вскоре после их отъезда им сообщают, что старушка скончалась.
В итоге оказывается, что старуха — это хитрая и расчётливая женщина, которая вовсе не умерла. Она вместе с полицейским и риелтором (который оказался её сыном) вытягивает деньги из таких глупых и влюблённых пар, как Алекс и Нэнси, доводя их до бешенства и вынуждая съехать и дёшево продать дом.
В конце концов Алекс выпускает свою новую книгу под названием «Дюплекс», которая становится бестселлером.

## В ролях
| Актёр           | Роль                      |
| --------------- | ------------------------- |
| Бен Стиллер     | Алекс Роуз                |
| Дрю Бэрримор    | Нэнси Кендрикс            |
| Айлин Эссель    | миссис Коннелли           |
| Харви Файерстин | Кеннет риелтор            |
| Джеймс Ремар    | Чик киллер                |
| Роберт Уиздом   | офицер Дан                |
| Свузи Кёрц      | Джин издатель Алекса      |
| Уоллес Шон      | Херман босс Нэнси         |
| Джастин Теру    | Куп друг Алекса, писатель |
| Эмбер Валлетта  | Селина жена Купа          |
| Дэнни Де Вито   | голос рассказчика         |
| Майя Рудольф    | Тара коллега Нэнси        |
| Евгений Лазарев | сантехник Дзержинский     |
| Мишель Крусик   | доктор Канг               |